# Callitula robusta
Callitula robusta är en stekelart som beskrevs av Sureshan 2002. Callitula robusta ingår i släktet Callitula och familjen puppglanssteklar. Inga underarter finns listade.